# Trematodon hakusanensis
Trematodon hakusanensis är en bladmossart som beskrevs av Hiroyuki Akiyama 1984. Trematodon hakusanensis ingår i släktet tranmossor, och familjen Bruchiaceae. Inga underarter finns listade i Catalogue of Life.